# 진 루이자 켈리

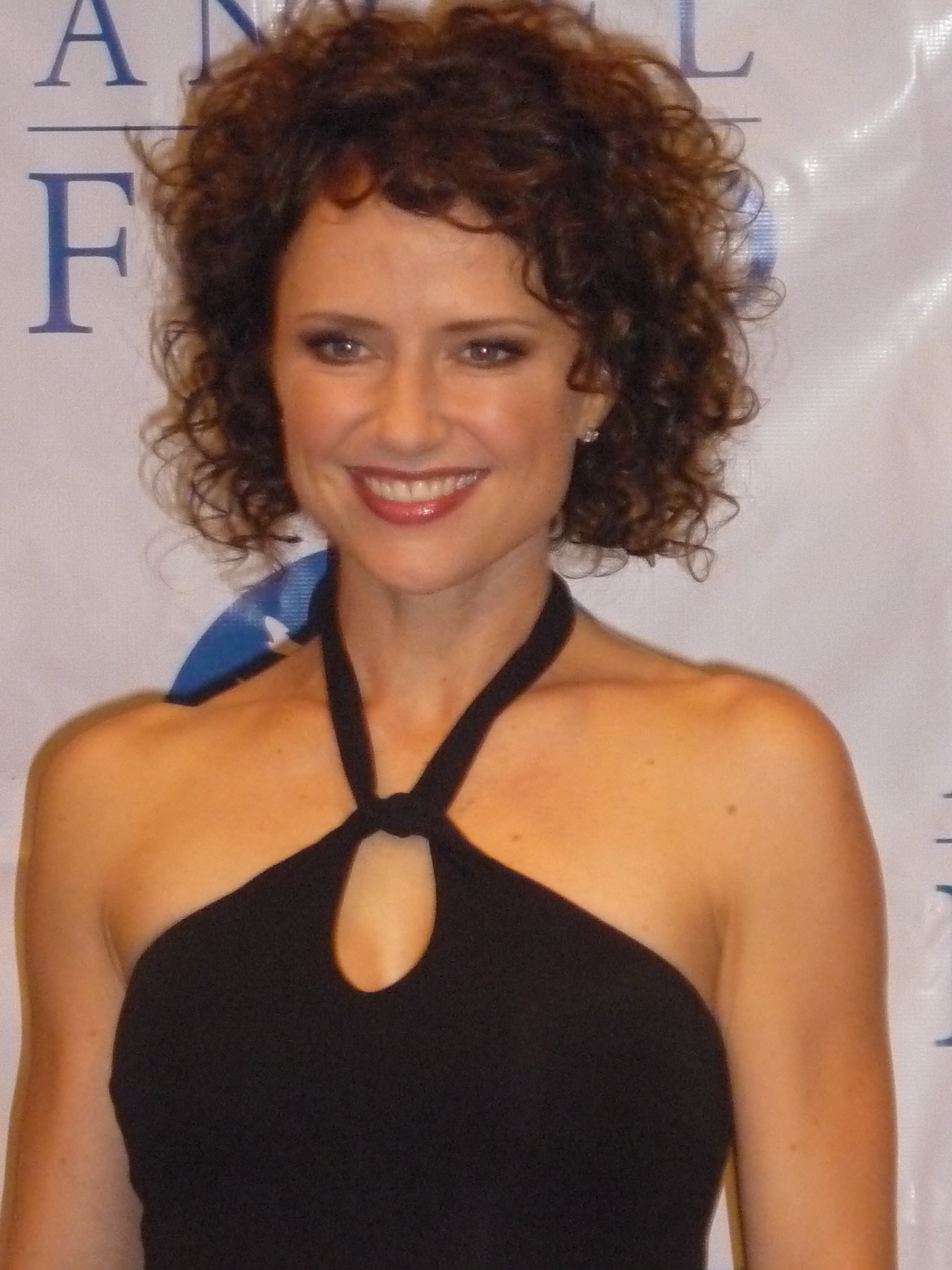

진 루이자 켈리(영어: Jean Louisa Kelly, 1972년 3월 9일 ~ )는 미국의 배우, 가수, 영화배우, 텔레비전 배우, 연극 배우이다.
우스터에서 태어났다.

## 참여 작품

### 영화
- 아저씨는 못말려 (1989)
- 아메리칸 소림 (1991)
- 홀랜드 오퍼스 (1995)
- 앤트맨 (2015)
- 콜 오브 와일드 (2020)
- 말리그넌트 (2021)
- 탑건: 매버릭 (2022) - 세라 카잔스키 역

### 텔레비전
- 스탈라의 마법여행 (1996) - 목소리
- Homicide: Life on the Street (1997)
- 태양의 전사 (1997)
- 로앤오더 (1998)
- 매드 어바웃 유 (1998-9)
- 예스, 디어 (2000-06)
- 앨리 맥빌 (2001)
- 그레이 아나토미 (2006)
- 고스트 위스퍼러 (2008)
- 일라이 스톤 (2008)
- Gary Unmarried (2008)
- 글래이즈 (2010)
- 번 노티스 (2010)
- CSI: 마이애미 (2011)
- CSI: 과학수사대 (2012)
- 스크림 퀸스 (2015)
- 메이저 크라임 (2017)
- 아웃캐스트 (2017)
- 포스터 가족 (2018)